# AFC Champions League 2014
De AFC Champions League 2014 zal de 12e editie zijn van dit voetbaltoernooi voor clubteams dat jaarlijks door de Asian Football Confederation (AFC) wordt georganiseerd. Het toernooi zal aanvangen op 8 februari met de eerste wedstrijd in de voorronde en eindigt op 8 november met de finale.

## Kalender
Het programma van de competitie is als volgt.
| Fase          | Ronde        | Loting           | 1e wedstrijd         | 2e wedstrijd         |
| ------------- | ------------ | ---------------- | -------------------- | -------------------- |
| Kwalificaties | 1e Ronde     | N/A              | 2 februari 2014      | 2 februari 2014      |
| Kwalificaties | 2e Ronde     | N/A              | 8 februari 2014      | 8 februari 2014      |
| Kwalificaties | 3e Ronde     | N/A              | 15 februari 2014     | 15 februari 2014     |
| Groepsfase    | Speeldag 1   | 10 december 2013 | 25–26 februari 2014  | 25–26 februari 2014  |
| Groepsfase    | Speeldag 2   | 10 december 2013 | 11-12 maart 2014     | 11-12 maart 2014     |
| Groepsfase    | Speeldag 3   | 10 december 2013 | 18-19 maart 2014     | 18-19 maart 2014     |
| Groepsfase    | Speeldag 4   | 10 december 2013 | 1-2 april 2014       | 1-2 april 2014       |
| Groepsfase    | Speeldag 5   | 10 december 2013 | 15-16 april 2014     | 15-16 april 2014     |
| Groepsfase    | Speeldag 6   | 10 december 2013 | 22-23 april 2014     | 22-23 april 2014     |
| Knock-outfase | Laatste 16   | 10 december 2013 | 6–7 mei 2014         | 13–14 mei 2014       |
| Knock-outfase | Kwartfinale  | 28 mei 2014      | 19-20 augustus 2014  | 26-27 augustus 2014  |
| Knock-outfase | Halve finale | 28 mei 2014      | 16-17 september 2014 | 26-27 september 2014 |
| Knock-outfase | Finale       | 28 mei 2014      | 25 oktober 2014      | 1 november 2014      |

## Toewijzing aantal clubs per land
De AFC maakt op 26 november 2013 bekend hoeveel teams elk land mag afvaardigen tijdens dit seizoen van de AFC Champions League.
| Legenda | Legenda                                               |
| ------- | ----------------------------------------------------- |
|         | Voldoet aan de criteria (> 600 punten)                |
|         | Voldoet niet aan de criteria, maar mag toch deelnemen |
|         | Niet bepaald maar mag toch 1 club afvaardigen         |

| Plaats | Land                         | Punten | Aantal plaatsen | Aantal plaatsen | Aantal plaatsen |
| Plaats | Land                         | Punten | Groepsfase      | Play-off        | AFC Cup         |
| ------ | ---------------------------- | ------ | --------------- | --------------- | --------------- |
| 1      | Iran                         | 908.47 | 4               |                 |                 |
| 2      | Saoedi-Arabië                | 869.62 | 4               |                 |                 |
| 3      | Verenigde Arabische Emiraten | 848.94 | 3               | 1               |                 |
| 4      | Qatar                        | 848.58 | 2               | 2               |                 |
| 5      | Oezbekistan                  | 693.38 | 1               | 2               |                 |
| 6      | India                        | 526.55 |                 | 1               | 1               |
| 7      | Jordanië                     | 500.89 |                 | 1               | 1               |
| 8      | Oman                         | 390.02 |                 | 1               | 1               |
| 9      | Bahrein                      | 253.67 |                 | 1               | 1               |
| 10     | Irak                         |        |                 | 1               | 1               |
| 10     | Koeweit                      |        |                 | 1               | 1               |
| Totaal | Totaal                       | Totaal | 14              | 10              | 6               |

| Plaats | Land       | Punten | Aantal plaatsen | Aantal plaatsen | Aantal plaatsen |
| Plaats | Land       | Punten | Groepsfase      | Play-off        | AFC Cup         |
| ------ | ---------- | ------ | --------------- | --------------- | --------------- |
| 1      | Japan      | 935.30 | 4               |                 |                 |
| 2      | Zuid-Korea | 887.45 | 4               |                 |                 |
| 3      | China      | 843.54 | 3               | 1               |                 |
| 4      | Australië  | 804.08 | 2               | 1               |                 |
| 5      | Thailand   | 601.20 | 1               | 2               |                 |
| 6      | Singapore  | 438.34 |                 | 1               | 1               |
| 7      | Hongkong   | 408.02 |                 | 1               | 1               |
| 8      | Vietnam    | 301.31 |                 | 1               | 1               |
| Totaal | Totaal     | Totaal | 14              | 8               | 3               |

## Kwalificatie

### 1e Ronde
- speeldatum: 2 februari 2014

| Team 1          | Res.      | Team 2      |
| West-Azië       | West-Azië | West-Azië   |
| --------------- | --------- | ----------- |
| Al-Suwaiq       | 0-1       | Al-Hidd     |
| Shabab Al-Ordon | 1-3 nv    | Al-Qadsia   |
| Al-Kuwait       | 1-0       | Al-Shorta   |
| Oost-Azië       |           |             |
| Tampines Rovers | 1-2       | South China |
| Pune            | 0-3       | Hà Nội T&T  |

### 2e Ronde
- speeldatum: 8 februari 2014

| Team 1             | Res.      | Team 2       |
| West-Azië          | West-Azië | West-Azië    |
| ------------------ | --------- | ------------ |
| Baniyas            | 0-4       | Al-Hidd      |
| El Jaish           | 5-1       | Nasaf Qarshi |
| Lekhwiya           | 2-1       | Al-Qadsia    |
| Lokomotiv Tashkent | 1-3       | Al-Kuwait    |
| Oost-Azië          |           |              |
| Chonburi           | 3-0       | South China  |
| Muangthong United  | 2-0       | Hà Nội T&T   |

### 3e Ronde
- speeldatum: 15 februari 2014

| Team 1            | Res.      | Team 2            |
| West-Azië         | West-Azië | West-Azië         |
| ----------------- | --------- | ----------------- |
| El Jaish          | 3-0       | Al-Qadsia         |
| Lekhwiya          | 4-1       | Al-Kuwait         |
| Oost-Azië         |           |                   |
| Beijing Guoan     | 4-0       | Chonburi          |
| Melbourne Victory | 2-1       | Muangthong United |

## Groepsfase
De loting voor de groepsfase zal plaatsvinden op 5 december 2013 in Kuala Lumpur

### Groep A
| Team           | Pts | AW | W | G | V | DV | DT | DS |
| -------------- | --- | -- | - | - | - | -- | -- | -- |
| Al-Shabab      | 15  | 6  | 5 | 0 | 1 | 12 | 8  | +4 |
| Al-Jazira Club | 10  | 6  | 3 | 1 | 2 | 12 | 10 | +2 |
| Esteghlal FC   | 7   | 6  | 2 | 1 | 3 | 7  | 7  | 0  |
| Al-Rayyan      | 3   | 6  | 1 | 0 | 5 | 9  | 15 | -6 |

### Groep B
| Team         | Pts | AW | W | G | V | DV | DT | DS |
| ------------ | --- | -- | - | - | - | -- | -- | -- |
| Foolad FC    | 14  | 6  | 4 | 2 | 0 | 11 | 3  | +8 |
| FC Bunyodkor | 8   | 6  | 2 | 2 | 2 | 7  | 7  | 0  |
| El Jaish SC  | 8   | 6  | 2 | 2 | 2 | 6  | 6  | 0  |
| Al-Fateh     | 2   | 6  | 0 | 2 | 4 | 3  | 11 | -8 |

### Groep C
| Team            | Pts | AW | W | G | V | DV | DT | DS |
| --------------- | --- | -- | - | - | - | -- | -- | -- |
| Al Ain FC       | 11  | 6  | 3 | 2 | 1 | 14 | 7  | +7 |
| Al-Ittihad      | 10  | 6  | 3 | 1 | 2 | 8  | 6  | +2 |
| Lekhwiya SC     | 7   | 6  | 2 | 1 | 3 | 5  | 10 | -5 |
| Tractor Sazi FC | 5   | 6  | 1 | 2 | 3 | 4  | 8  | -4 |

### Groep D
| Team       | Pts | AW | W | G | V | DV | DT | DS |
| ---------- | --- | -- | - | - | - | -- | -- | -- |
| Al-Hilal   | 9   | 6  | 2 | 3 | 1 | 12 | 7  | +5 |
| Al-Sadd    | 8   | 6  | 2 | 2 | 2 | 8  | 14 | -6 |
| Al-Ahli FC | 7   | 6  | 1 | 4 | 1 | 6  | 6  | 0  |
| Sepahan FC | 7   | 6  | 2 | 1 | 3 | 9  | 8  | +1 |

### Groep E
| Team                    | Pts | AW | W | G | V | DV | DT | DS |
| ----------------------- | --- | -- | - | - | - | -- | -- | -- |
| Pohang Steelers         | 12  | 6  | 3 | 3 | 0 | 11 | 6  | +5 |
| Cerezo Osaka            | 8   | 6  | 2 | 2 | 2 | 10 | 9  | +1 |
| Buriram United          | 6   | 6  | 1 | 3 | 2 | 5  | 9  | -4 |
| Shandong Luneng Taishan | 5   | 6  | 1 | 2 | 3 | 9  | 11 | -2 |

### Groep F
| Team                   | Pts | AW | W | G | V | DV | DT | DS |
| ---------------------- | --- | -- | - | - | - | -- | -- | -- |
| FC Seoul               | 11  | 6  | 3 | 2 | 1 | 9  | 6  | +3 |
| Sanfrecce Hiroshima    | 9   | 6  | 2 | 3 | 1 | 9  | 8  | +1 |
| Beijing Guoan          | 6   | 6  | 1 | 3 | 2 | 7  | 8  | -1 |
| Central Coast Mariners | 6   | 6  | 2 | 0 | 4 | 4  | 7  | -3 |

### Groep G
| Team                 | Pts | AW | W | G | V | DV | DT | DS |
| -------------------- | --- | -- | - | - | - | -- | -- | -- |
| Guangzhou Evergrande | 10  | 6  | 3 | 1 | 2 | 10 | 8  | +2 |
| Jeonbuk              | 8   | 6  | 2 | 2 | 2 | 8  | 7  | +1 |
| Melbourne Victory    | 8   | 6  | 2 | 2 | 2 | 9  | 9  | 0  |
| Yokohama F. Marinos  | 7   | 6  | 2 | 1 | 3 | 7  | 10 | -3 |

### Groep H
| Team                     | Pts | AW | W | G | V | DV | DT | DS |
| ------------------------ | --- | -- | - | - | - | -- | -- | -- |
| Western Sydney Wanderers | 12  | 6  | 4 | 0 | 2 | 11 | 5  | +6 |
| Kawasaki Frontale        | 12  | 6  | 4 | 0 | 2 | 7  | 5  | +2 |
| Ulsan Hyundai            | 7   | 6  | 2 | 1 | 3 | 8  | 10 | -2 |
| Guizhou Renhe            | 4   | 6  | 1 | 1 | 4 | 4  | 10 | -6 |

## Knock-outfase

### Achtste finale
De wedstrijden worden op 6 en 7 mei 2014 gespeeld en de returns een week later
| Team 1                 | Tot.           | Team 2                   | 1e wedstr.     | 2e wedstr.     |
| West-Azië zone         | West-Azië zone | West-Azië zone           | West-Azië zone | West-Azië zone |
| ---------------------- | -------------- | ------------------------ | -------------- | -------------- |
| Al-Ittihad             | 4 - 1          | Al-Shabab                | 1-0            | 3-1            |
| Al-Jazira              | 2 - 4          | Al-Ain                   | 1-2            | 1-2            |
| Al-Sadd                | 2 - 2 (u)      | Foolad                   | 0-0            | 2-2            |
| Bunyodkor              | 0 - 4          | Al-Hilal                 | 0-1            | 0-3            |
| Oost-Azië zone         |                |                          |                |                |
| Jeonbuk Hyundai Motors | 1 - 3          | Pohang Steelers          | 1-2            | 0-1            |
| Cerezo Osaka           | 2 - 5          | Guangzhou Evergrande     | 1-5            | 1-0            |
| Kawasaki Frontale      | 4 - 4 (u)      | FC Seoul                 | 2-3            | 2-1            |
| Sanfrecce Hiroshima    | 3 - 3 (u)      | Western Sydney Wanderers | 3-1            | 0-2            |

### Regionale kwartfinales
| Team 1                   | Tot.               | Team 2               | 1e wedstr.     | 2e wedstr.     |
| West-Azië zone           | West-Azië zone     | West-Azië zone       | West-Azië zone | West-Azië zone |
| ------------------------ | ------------------ | -------------------- | -------------- | -------------- |
| Al-Hilal                 | 1 - 0              | Al-Sadd              | 1-0            | 0-0            |
| Al-Ain                   | 5 - 1              | Al-Ittihad           | 2-0            | 3-1            |
| Oost-Azië zone           |                    |                      |                |                |
| Pohang Steelers          | 0 - 0 (0 - 3 n.s.) | FC Seoul             | 0-0            | 0-0            |
| Western Sydney Wanderers | 2 - 2 (u)          | Guangzhou Evergrande | 1-0            | 1-2            |

### Halve finale (Regionale finale)
De regionale finale (die dient als de halve finale voor het hele toernooi) wordt gespeeld over twee wedstrijden, thuis en uit. Het heenduel werd gespeeld op 16 en 17 september 2014.; De returns op 30 september 2014 en 1 oktober 2014
| Team 1         | Tot.           | Team 2                   | 1e wedstr.     | 2e wedstr.     |
| West-Azië zone | West-Azië zone | West-Azië zone           | West-Azië zone | West-Azië zone |
| -------------- | -------------- | ------------------------ | -------------- | -------------- |
| Al-Hilal       | 4-2            | Al-Ain                   | 3-0            | 1-2            |
| Oost-Azië zone |                |                          |                |                |
| FC Seoul       | 0-2            | Western Sydney Wanderers | 0-0            | 0-2            |

### Finale
| Team 1                   | Tot. | Team 2   | 1e wedstr. | 2e wedstr. |
| ------------------------ | ---- | -------- | ---------- | ---------- |
| Western Sydney Wanderers | 1-0  | Al Hilal | 1-0        | 0-0        |